# Championnat du Maroc de football 1949-1950
Navigation
Édition précédente Édition suivante
La Ligue du Maroc de football 1949-1950 représente la saison footballistique 1949-1950 de la LMFA, il s'agit du 35e édition des championnats du Maroc.
Le Wydad AC sacré champion du Maroc (Division d'Honneur) pour la 3e fois d'affilée avec un total de 60 points, et se qualifie pour la 3e fois de son histoire en ligue des champions de l'ULNA.

Le MC Oujda remporte le championnat du Maroc (Division Pré-honneur), et accède en division d'excellence, à la place de l'Olympique Marocain.

## Classement
Le Wydad AC remporte son troisième titre de champion du Maroc devant son dauphin l'USD Meknès. L'Olympique Marocain descend en Pré-Honneur.
Abdesselem Ben Mohammed est le buteur de la saison.
Le barème de points servant à établir le classement se décompose ainsi :
- Victoire : trois points ;
- Match nul : deux points ;
- Défaite : un point.

| Rang | Équipe               | Pts | J  | G  | N | P | Bp | Bc | Diff |
| ---- | -------------------- | --- | -- | -- | - | - | -- | -- | ---- |
| 1    | Wydad AC T           | 60  | 22 | 17 | 4 | 1 | 62 | 16 | +46  |
| 2    | USD Meknès V         | 59  | 22 |    |   |   |    |    |      |
| 3    | US Safi CdT P        | 52  | 22 |    |   |   |    |    |      |
| 4    | Racing AC            | 48  | 22 |    |   |   |    |    |      |
| 5    | US Marocaine         | 48  | 22 |    |   |   |    |    |      |
| 6    | Stade Marocain       | 43  | 22 |    |   |   |    |    |      |
| 7    | SC Mazagan           | 43  | 22 |    |   |   |    |    |      |
| 8    | SA Marrakech         | 40  | 22 |    |   |   |    |    |      |
| 9    | US Athlétique        | 39  | 22 |    |   |   |    |    |      |
| 10   | ASPTT Casablanca     | 38  | 22 |    |   |   |    |    |      |
| 11   | Idéal CM             | 31  | 22 |    |   |   |    |    |      |
| 12   | Olympique Marocain P | 27  | 22 |    |   |   |    |    |      |

|  | Champion du Maroc et de la Division d'Honneur 1949-1950 Qualification au Ligue des champions de l'ULNAF 1950 |
|  | Vice-champion du Maroc et de la Division d'Honneur 1949-1950                                                 |
|  | Relégation directe en Pré-Honneur                                                                            |
|  | (T) Tenant du titre (P) Club promu de Pré-Honneur (Cdt) *vainqueur de la coupe du trône                      |

Le MC Oujda remporte le championnat de Pré-Honneur, et accède en Division d'Honneur, à la place de l'Olympique marocain .